# Japon aux Jeux olympiques de la jeunesse d'hiver de 2012
Le Japon a participé aux Jeux olympiques de la jeunesse d'hiver de 2012 à Innsbruck en Autriche du 13 au 22 janvier 2012.

## Médailles
| Médaille | Nom              | Sport                                | Épreuve                     | Date       |
| -------- | ---------------- | ------------------------------------ | --------------------------- | ---------- |
| Or       | Sara Takanashi   | Saut à ski                           | Individuel femmes           | 14 janvier |
| Or       | Hikaru Ōe        | Snowboard                            | Half-pipe femmes            | 15 janvier |
| Argent   | Shōma Uno        | Patinage artistique                  | Patinage artistique         | 16 janvier |
| Argent   | Kentarō Ishikawa | Ski de fond                          | 10 km hommes                | 17 janvier |
| Argent   | Seitarō Ichinohe | Patinage de vitesse                  | 3 000 mètres hommes         | 18 janvier |
| Argent   | Rio Harada       | Patinage de vitesse                  | 3 000 mètres femmes         | 18 janvier |
| Argent   | Seitarō Ichinohe | Patinage de vitesse                  | Départ groupé hommes        | 20 janvier |
| Bronze   | Yukiya Satō      | Saut à ski                           | Individuel hommes           | 14 janvier |
| Bronze   | Toshihiro Kakui  | Patinage de vitesse                  | 500 m hommes                | 14 janvier |
| Bronze   | Go Yamamoto      | Combiné nordique                     | Individuel                  | 15 janvier |
| Bronze   | Taku Hiraoka     | Snowboard                            | Half-pipe hommes            | 15 janvier |
| Bronze   | Seitarō Ichinohe | Patinage de vitesse                  | 1 500 mètres hommes         | 16 janvier |
| Bronze   | Sumire Kikuchi   | Patinage de vitesse                  | 1 500 mètres femmes         | 16 janvier |
| Bronze   | Sumire Kikuchi   | Patinage de vitesse sur piste courte | 1 000 mètres femmes         | 18 Jan     |
| Bronze   | Seiya Furukawa   | Hockey sur glace                     | Concours masculin d'agilité | 19 janvier |
| Bronze   | Sumire Kikuchi   | Patinage de vitesse                  | Départ groupé femmes        | 20 janvier |

## Résultats

### Ski alpin
Un entraîneur.
Hommes
| Athlète                     | Épreuve      | Finale        | Finale   | Finale        | Finale |
| Athlète                     | Épreuve      | Manche 1      | Manche 2 | Total         | Rang   |
| --------------------------- | ------------ | ------------- | -------- | ------------- | ------ |
| Seiya Hiroshima (廣島 聖也) | Slalom       | 47 s 64       | 42 s 68  | 1 min 30 s 32 | 25     |
| Seiya Hiroshima (廣島 聖也) | Slalom géant | 59 s 09       | 55 s 67  | 1 min 54 s 76 | 7      |
| Seiya Hiroshima (廣島 聖也) | Super-G      |               |          | 1 min 06 s 00 | 12     |
| Seiya Hiroshima (廣島 聖也) | Combiné      | 1 min 05 s 54 | 37 s 86  | 1 min 43 s 40 | 11     |

Femmes
| Athlète                | Épreuve      | Finale           | Finale           | Finale           | Finale           |
| Athlète                | Épreuve      | Manche 1         | Manche 2         | Total            | Rang             |
| ---------------------- | ------------ | ---------------- | ---------------- | ---------------- | ---------------- |
| Kayo Denda (傳田 佳代) | Slalom       | N'a pas terminée | N'a pas terminée | N'a pas terminée | N'a pas terminée |
| Kayo Denda (傳田 佳代) | Slalom géant | 1 min 00 s 99    | 1 min 01 s 68    | 2 min 02 s 67    | 23               |
| Kayo Denda (傳田 佳代) | Super-G      |                  |                  | 1 min 10 s 77    | 23               |
| Kayo Denda (傳田 佳代) | Combiné      | 1 min 09 s 29    | 38 s 95          | 1 min 48 s 24    | 18               |

### Bobsleigh
Femmes
| Athlète                                                   | Épreuve           | Finale   | Finale   | Finale        | Finale |
| Athlète                                                   | Épreuve           | Manche 1 | Manche 2 | Total         | Rang   |
| --------------------------------------------------------- | ----------------- | -------- | -------- | ------------- | ------ |
| Maria Oshigiri (押切 麻李亜) Shizuka Uehara (上原 志津佳) | Bob à deux femmes | 57 s 55  | 57 s 60  | 1 min 55 s 15 | 8      |

### Ski de fond
Un entraîneur.
Hommes
| Athlète                        | Épreuve      | Finale        | Finale |
| Athlète                        | Épreuve      | Temps         | Rang   |
| ------------------------------ | ------------ | ------------- | ------ |
| Kentarō Ishikawa (石川 謙太郎) | 10 km hommes | 29 min 40 s 2 | 2      |
| Takuto Terabayashi (寺林 拓人) | 10 km hommes | 31 min 30 s 9 | 17     |

Femmes
| Athlète                      | Épreuve     | Finale        | Finale |
| Athlète                      | Épreuve     | Temps         | Rang   |
| ---------------------------- | ----------- | ------------- | ------ |
| Maki Ōdaira (大平 麻生)      | 5 km femmes | 16 min 34 s 8 | 19     |
| Kozue Takizawa (滝沢 こずえ) | 5 km femmes | 15 min 45 s 3 | 8      |

Sprint
| Athlète                        | Épreuve       | Qualification | Qualification | Quart de finale | Quart de finale | Demi-finale   | Demi-finale   | Finale        | Finale        |
| Athlète                        | Épreuve       | Total         | Rang          | Total           | Rang            | Total         | Rang          | Total         | Rang          |
| ------------------------------ | ------------- | ------------- | ------------- | --------------- | --------------- | ------------- | ------------- | ------------- | ------------- |
| Kentarō Ishikawa (石川 謙太郎) | Sprint hommes | 1 min 45 s 61 | 7 Q           | 1 min 48 s 8    | 1 Q             | 1 min 46 s 2  | 2 Q           | 1 min 49 s 9  | 6             |
| Takuto Terabayashi (寺林 拓人) | Sprint hommes | 1 min 51 s 89 | 32            | Non qualifié    | Non qualifié    | Non qualifié  | Non qualifié  | Non qualifié  | Non qualifié  |
| Maki Ōdaira (大平 麻生)        | Sprint femmes | 2 min 13 s 94 | 34            | Non qualifiée   | Non qualifiée   | Non qualifiée | Non qualifiée | Non qualifiée | Non qualifiée |
| Kozue Takizawa (滝沢 こずえ)   | Sprint femmes | 2 min 10 s 80 | 29 Q          | 2 min 05 s 6    | 6               | Non qualifiée | Non qualifiée | Non qualifiée | Non qualifiée |

### Curling
Un chef d'équipe.

#### Équipe mixte
Hommes
- Shingo Usui (臼井　槙吾?) : Skip
- Tsukasa Horigome (堀篭　司?) : Second

Girls
- Mizuki Kitaguchi (北口　瑞季?) : Third
- Mako Tamakuma (玉熊　真子?) : Lead

##### Classement du tour principal
| Classement final du tour principal \| Groupe rouge \| Skip \| V \| D \| \| --------------- \| ----------------- \| - \| - \| \| Suède \| Rasmus Wranå \| 6 \| 1 \| \| Canada \| Thomas Scoffin \| 5 \| 2 \| \| Japon \| Shingo Usui \| 4 \| 3 \| \| Italie \| Amos Mosaner \| 4 \| 3 \| \| Grande-Bretagne \| Duncan Menzies \| 3 \| 4 \| \| Russie \| Mikhail Vaskov \| 3 \| 4 \| \| Autriche \| Mathias Genner \| 2 \| 5 \| \| Allemagne \| Daniel Rothballer \| 1 \| 6 \| |                   |   |   |
| Groupe rouge | Skip              | V | D |
| Suède | Rasmus Wranå      | 6 | 1 |
| Canada | Thomas Scoffin    | 5 | 2 |
| Japon | Shingo Usui       | 4 | 3 |
| Italie | Amos Mosaner      | 4 | 3 |
| Grande-Bretagne | Duncan Menzies    | 3 | 4 |
| Russie | Mikhail Vaskov    | 3 | 4 |
| Autriche | Mathias Genner    | 2 | 5 |
| Allemagne | Daniel Rothballer | 1 | 6 |

##### Résultats du tour principal
| D              | 1 | 2 | 3 | 4 | 5 | 6 | 7 | 8 | 9 | 10 | Total |
| -------------- | - | - | - | - | - | - | - | - | - | -- | ----- |
| Japon (Usui) X | 1 | 0 | 1 | 0 | 0 | 1 | 0 | 1 |   |    | 4     |
| Suède (Wranå)  | 0 | 1 | 0 | 3 | 0 | 0 | 1 | 0 |   |    | 5     |

| B                  | 1 | 2 | 3 | 4 | 5 | 6 | 7 | 8 | 9 | 10 | Total |
| ------------------ | - | - | - | - | - | - | - | - | - | -- | ----- |
| Japon (Usui)       | 0 | 0 | 0 | 2 | 0 | 3 | 0 | X |   |    | 5     |
| Italie (Mosaner) X | 1 | 0 | 0 | 0 | 1 | 0 | 1 | X |   |    | 3     |

| D                 | 1 | 2 | 3 | 4 | 5 | 6 | 7 | 8 | 9 | 10 | Total |
| ----------------- | - | - | - | - | - | - | - | - | - | -- | ----- |
| Autriche (Genner) | 0 | 2 | 0 | 0 | 0 | 3 | 0 | 0 | 0 |    | 5     |
| Japon (Usui) X    | 1 | 0 | 0 | 1 | 0 | 0 | 2 | 1 | 2 |    | 7     |

| D               | 1 | 2 | 3 | 4 | 5 | 6 | 7 | 8 | 9 | 10 | Total |
| --------------- | - | - | - | - | - | - | - | - | - | -- | ----- |
| Russie (Vaskov) | 0 | 0 | 2 | 0 | 1 | 0 | 1 | 2 |   |    | 6     |
| Japon (Usui) X  | 0 | 1 | 0 | 3 | 0 | 1 | 0 | 0 |   |    | 5     |

| A                           | 1 | 2 | 3 | 4 | 5 | 6 | 7 | 8 | 9 | 10 | Total |
| --------------------------- | - | - | - | - | - | - | - | - | - | -- | ----- |
| Japon (Usui)                | 0 | 1 | 0 | 0 | 0 | 2 | 0 | 2 | 2 |    | 7     |
| Grande-Bretagne (Menzies) X | 1 | 0 | 0 | 0 | 2 | 0 | 2 | 0 | 0 |    | 5     |

| C                        | 1 | 2 | 3 | 4 | 5 | 6 | 7 | 8 | 9 | 10 | Total |
| ------------------------ | - | - | - | - | - | - | - | - | - | -- | ----- |
| Japon (Usui)             | 0 | 0 | 3 | 3 | 2 | 1 | X | X |   |    | 9     |
| Allemagne (Rothballer) X | 1 | 1 | 0 | 0 | 0 | 0 | X | X |   |    | 2     |

| A                  | 1 | 2 | 3 | 4 | 5 | 6 | 7 | 8 | 9 | 10 | Total |
| ------------------ | - | - | - | - | - | - | - | - | - | -- | ----- |
| Canada (Scoffin) X | 3 | 0 | 0 | 0 | 4 | 0 | 2 | X |   |    | 9     |
| Japon (Usui)       | 0 | 1 | 0 | 1 | 0 | 2 | 0 | X |   |    | 4     |

#### Quart de finale
| D                  | 1 | 2 | 3 | 4 | 5 | 6 | 7 | 8 | 9 | 10 | Total |
| ------------------ | - | - | - | - | - | - | - | - | - | -- | ----- |
| Japon (Usui)       | 0 | 0 | 1 | 1 | 0 | 0 | 1 | 0 |   |    | 3     |
| Suisse (Brunner) X | 0 | 0 | 0 | 0 | 0 | 3 | 0 | 1 |   |    | 4     |

#### Doubles mixtes

##### 16ede finale
| C                                              | 1 | 2 | 3 | 4 | 5 | 6 | 7 | 8 | 9 | 10 | Total |
| ---------------------------------------------- | - | - | - | - | - | - | - | - | - | -- | ----- |
| Thomas Scoffin (CAN) Kelsi Heath (NZL)         | 0 | 0 | 4 | 1 | 1 | 0 | 3 | X |   |    | 9     |
| Mizuki Kitaguchi (JPN) Thomas Muirhead (GBR) X | 1 | 2 | 0 | 0 | 0 | 2 | 0 | X |   |    | 5     |

| C                                         | 1 | 2 | 3 | 4 | 5 | 6 | 7 | 8 | 9 | 10 | Total |
| ----------------------------------------- | - | - | - | - | - | - | - | - | - | -- | ----- |
| Corryn Brown (CAN) Martin Reichel (AUT) X | 1 | 0 | 0 | 3 | 0 | 1 | 1 | 0 |   |    | 6     |
| Shingo Usui (JPN) Cao Ying (CHN)          | 0 | 1 | 1 | 0 | 1 | 0 | 0 | 1 |   |    | 4     |

| C                                                  | 1 | 2 | 3 | 4 | 5 | 6 | 7 | 8 | 9 | 10 | Total |
| -------------------------------------------------- | - | - | - | - | - | - | - | - | - | -- | ----- |
| Robert-Kent Päll (EST) Emily Gray (CAN)            | 0 | 0 | 0 | 2 | 0 | 0 | 0 | X |   |    | 2     |
| Anastasia Moskaleva (RUS) Tsukasa Horigome (JPN) X | 1 | 1 | 3 | 0 | 1 | 1 | 1 | X |   |    | 8     |

| C                                          | 1 | 2 | 3 | 4 | 5 | 6 | 7 | 8 | 9 | 10 | Total |
| ------------------------------------------ | - | - | - | - | - | - | - | - | - | -- | ----- |
| Frederike Manner (GER) Derek Oryniak (CAN) | 0 | 0 | 0 | 1 | 0 | 0 | X | X |   |    | 1     |
| Yoo Min-hyeon (KOR) Mako Tamakuma (JPN) X  | 3 | 2 | 3 | 0 | 5 | 1 | X | X |   |    | 14    |

##### 8ede finale
| B                                                  | 1 | 2 | 3 | 4 | 5 | 6 | 7 | 8 | 9 | 10 | Total |
| -------------------------------------------------- | - | - | - | - | - | - | - | - | - | -- | ----- |
| Anastasia Moskaleva (RUS) Tsukasa Horigome (JPN) X | 1 | 0 | 2 | 2 | 1 | 1 | X | X |   |    | 7     |
| Marek Černovský (CZE) Rachel Hannen (GBR)          | 0 | 1 | 0 | 0 | 0 | 0 | X | X |   |    | 1     |

| B                                          | 1 | 2 | 3 | 4 | 5 | 6 | 7 | 8 | 9 | 10 | Total |
| ------------------------------------------ | - | - | - | - | - | - | - | - | - | -- | ----- |
| Yoo Min-hyeon (KOR) Mako Tamakuma (JPN) X  | 2 | 0 | 3 | 1 | 1 | 0 | 2 | X |   |    | 9     |
| Amos Mosaner (ITA) Irena Brettbacher (AUT) | 0 | 1 | 0 | 0 | 0 | 3 | 0 | X |   |    | 4     |

#### Quart de finale
| A                                                | 1 | 2 | 3 | 4 | 5 | 6 | 7 | 8 | 9 | 10 | Total |
| ------------------------------------------------ | - | - | - | - | - | - | - | - | - | -- | ----- |
| Martin Sesaker (NOR) Kim Eun-bi (KOR) X          | 0 | 3 | 0 | 1 | 0 | 0 | 1 | 1 | 1 |    | 7     |
| Anastasia Moskaleva (RUS) Tsukasa Horigome (JPN) | 1 | 0 | 2 | 0 | 1 | 2 | 0 | 0 | 0 |    | 6     |

| C                                            | 1 | 2 | 3 | 4 | 5 | 6 | 7 | 8 | 9 | 10 | Total |
| -------------------------------------------- | - | - | - | - | - | - | - | - | - | -- | ----- |
| Duncan Menzies (GBR) Taylor Anderson (USA) X | 1 | 0 | 0 | 1 | 0 | 1 | 1 | 0 |   |    | 4     |
| Yoo Min-hyeon (KOR) Mako Tamakuma (JPN)      | 0 | 2 | 1 | 0 | 3 | 0 | 0 | 1 |   |    | 7     |

##### Demi-finale
| D                                       | 1 | 2 | 3 | 4 | 5 | 6 | 7 | 8 | 9 | 10 | Total |
| --------------------------------------- | - | - | - | - | - | - | - | - | - | -- | ----- |
| Martin Sesaker (NOR) Kim Eun-bi (KOR) X | 0 | 5 | 0 | 2 | 0 | 2 | 1 | 3 |   |    | 13    |
| Yoo Min-hyeon (KOR) Mako Tamakuma (JPN) | 2 | 0 | 1 | 0 | 3 | 0 | 0 | 0 |   |    | 6     |

##### Match pour la médaille de bronze
| B                                           | 1 | 2 | 3 | 4 | 5 | 6 | 7 | 8 | 9 | 10 | Total |
| ------------------------------------------- | - | - | - | - | - | - | - | - | - | -- | ----- |
| Korey Dropkin (USA) Marina Verenich (RUS) X | 1 | 0 | 1 | 0 | 2 | 0 | 1 | 0 | 1 |    | 6     |
| Yoo Min-hyeon (KOR) Mako Tamakuma (JPN)     | 0 | 1 | 0 | 1 | 0 | 1 | 0 | 2 | 0 |    | 5     |

### Patinage artistique
Un chef d'équipe et deux entraîneurs.
Hommes
| Athlète(s)             | Épreuve    | PC/DO  | PC/DO | PL/DL  | PL/DL | Total  | Total |
| Athlète(s)             | Épreuve    | Points | Rang  | Points | Rang  | Points | Rang  |
| ---------------------- | ---------- | ------ | ----- | ------ | ----- | ------ | ----- |
| Shōma Uno (宇野 昌磨)  | Individuel | 51,52  | 6     | 115,63 | 2     | 167,15 | 2     |
| Shū Nakamura (中村 優) | Individuel | 42,34  | 10    | 111,88 | 3     | 154,22 | 6     |

Femmes
| Athlète(s)             | Épreuve    | PC/DO  | PC/DO | PL/DL  | PL/DL | Total  | Total |
| Athlète(s)             | Épreuve    | Points | Rang  | Points | Rang  | Points | Rang  |
| ---------------------- | ---------- | ------ | ----- | ------ | ----- | ------ | ----- |
| Risa Shōji (庄司 理紗) | Individuel | 47,29  | 6     | 88,03  | 5     | 135,32 | 6     |

Mixte
| Athlètes                                                                          | Épreuve             | Hommes | Hommes | Hommes | Femmes | Femmes | Femmes | Danse sur glace | Danse sur glace | Danse sur glace | Total  | Total |
| Athlètes                                                                          | Épreuve             | Score  | Rang   | Points | Score  | Rang   | Points | Score           | Rang            | Points          | Points | Rang  |
| --------------------------------------------------------------------------------- | ------------------- | ------ | ------ | ------ | ------ | ------ | ------ | --------------- | --------------- | --------------- | ------ | ----- |
| Équipe 4 Shoma Uno (JPN) Jordan Bauth (USA) Eugenia Tkachenka/Yuri Gulitski (BLR) | Trophée par équipes | 112,72 | 2      | 7      | 77,84  | 2      | 7      | 44,36           | 7               | 2               | 16     | 1     |

### Ski acrobatique
Un entraîneur.
Ski cross
| Athlète                   | Épreuve          | Qualification | Qualification | Quart de finale | Demi-finale | Finale   |
| Athlète                   | Épreuve          | Temps         | Rang          | Rang            | Rang        | Rang     |
| ------------------------- | ---------------- | ------------- | ------------- | --------------- | ----------- | -------- |
| Yūki Nakagawa (中川 雄生) | Ski cross hommes | 1 min 00 s 27 | 16            | Annulées        | Annulées    | Annulées |

Ski half-pipe
| Athlète                       | Épreuve              | Qualification | Qualification | Finale        | Finale        |
| Athlète                       | Épreuve              | Points        | Rang          | Points        | Rang          |
| ----------------------------- | -------------------- | ------------- | ------------- | ------------- | ------------- |
| Nanaho Kiriyama (桐山 菜々穂) | Ski half-pipe femmes | 49,00         | 8             | Non qualifiée | Non qualifiée |

### Hockey sur glace
Un manager.
Hommes
| Athlète(s)                 | Épreuve            | Qualification | Qualification | Grande finale | Grande finale |
| Athlète(s)                 | Épreuve            | Points        | Rang          | Points        | Rang          |
| -------------------------- | ------------------ | ------------- | ------------- | ------------- | ------------- |
| Seiya Furukawa (古川 誠也) | Concours d'agilité | 30            | 2 Q           | 19            | 3             |

Femmes
| Athlète(s)              | Épreuve            | Qualification | Qualification | Grande finale | Grande finale |
| Athlète(s)              | Épreuve            | Points        | Rang          | Points        | Rang          |
| ----------------------- | ------------------ | ------------- | ------------- | ------------- | ------------- |
| Akane Deguchi (出口 茜) | Concours d'agilité | 20            | 4 Q           | 16            | 7             |

### Combiné nordique
Un entraîneur.
Hommes
| Athlète               | Épreuve           | Saut à ski | Saut à ski | Ski de fond | Ski de fond   | Finale        | Finale |
| Athlète               | Épreuve           | Points     | Rang       | Retard      | Temps ski     | Total temps   | Rang   |
| --------------------- | ----------------- | ---------- | ---------- | ----------- | ------------- | ------------- | ------ |
| Gō Yamamoto (山元 豪) | Individuel hommes | 132,5      | 2          | 0 min 20    | 26 min 19 s 9 | 26 min 39 s 9 | 3      |

### Patinage de vitesse sur piste courte
Un entraîneur.
Hommes
| Athlète             | Épreuve             | Quart de finale | Quart de finale | Demi-finale    | Demi-finale | Finale         | Finale |
| Athlète             | Épreuve             | Temps           | Rang            | Temps          | Rang        | Temps          | Rang   |
| ------------------- | ------------------- | --------------- | --------------- | -------------- | ----------- | -------------- | ------ |
| Kei Saitō (斉藤 慧) | 500 mètres hommes   | 43 s 173        | 2 Q             | 43 s 000       | 3 qB        | 45 s 6000      | 1      |
| Kei Saitō (斉藤 慧) | 1 000 mètres hommes | 1 min 30 s 502  | 1 Q             | 1 min 29 s 689 | 2 Q         | 1 min 30 s 142 | 4      |

Femmes
| Athlète                    | Épreuve             | Quart de finale | Quart de finale | Demi-finale    | Demi-finale | Finale         | Finale |
| Athlète                    | Épreuve             | Temps           | Rang            | Temps          | Rang        | Temps          | Rang   |
| -------------------------- | ------------------- | --------------- | --------------- | -------------- | ----------- | -------------- | ------ |
| Sumire Kikuchi (菊池 純礼) | 500 mètres femmes   | 53 s 823        | 3 Q*            | 46 s 200       | 3 qB        | 48 s 337       | 2      |
| Sumire Kikuchi (菊池 純礼) | 1 000 mètres femmes | 1 min 36 s 670  | 2 Q             | 1 min 35 s 301 | 2 Q         | 1 min 34 s 254 | 3      |

- * Avantage donné à cause d'une interférence avec une autre patineuse

Mixte
| Athlète                                                                                          | Épreuve              | Demi-finale    | Demi-finale | Finale         | Finale |
| Athlète                                                                                          | Épreuve              | Temps          | Rang        | Temps          | Rang   |
| ------------------------------------------------------------------------------------------------ | -------------------- | -------------- | ----------- | -------------- | ------ |
| Équipe D Elisabeth Witt (GER) Thomas Insuk Hong (USA) Sumire Kikuchi (JPN) Yin-Cheng Chang (TPE) | Relais mixte par CNO | 4 min 23 s 141 | 4 qB        | 4 min 24 s 360 | 1      |
| Équipe E Sarah Warren (USA) Kei Saito (JPN) Lin Yu-Tzu (TPE) Josse Antonissen (NED)              | Relais mixte par CNO | 4 min 36 s 208 | 4 qB        | 4 min 30 s 383 | 3      |

### Skeleton
Hommes
| Athlète                   | Épreuve           | Finale   | Finale   | Finale        | Finale |
| Athlète                   | Épreuve           | Manche 1 | Manche 2 | Total         | Rang   |
| ------------------------- | ----------------- | -------- | -------- | ------------- | ------ |
| Dan Satō (佐藤 弾)        | Individuel hommes | 59 s 55  | 59 s 34  | 1 min 58 s 89 | 9      |
| Hiroki Nokura (野倉 大貴) | Individuel hommes | 59 s 92  | 59 s 80  | 1 min 59 s 72 | 10     |

Femmes
| Athlète               | Épreuve           | Finale   | Finale        | Finale        | Finale |
| Athlète               | Épreuve           | Manche 1 | Manche 2      | Total         | Rang   |
| --------------------- | ----------------- | -------- | ------------- | ------------- | ------ |
| Saki Andō (安藤 早紀) | Individuel femmes | Annulée  | 1 min 02 s 42 | 1 min 02 s 42 | 14     |

### Saut à ski
Deux entraîneurs.
Hommes
| Athlète                 | Épreuve           | 1er saut | 1er saut | 2e saut  | 2e saut | Total  | Total |
| Athlète                 | Épreuve           | Distance | Points   | Distance | Points  | Points | Rang  |
| ----------------------- | ----------------- | -------- | -------- | -------- | ------- | ------ | ----- |
| Yukiya Satō (佐藤 幸椰) | Individuel hommes | 77,0 m   | 136,6    | 73,0 m   | 123,5   | 260,1  | 3     |

Femmes
| Athlète                    | Épreuve           | 1er saut | 1er saut | 2e saut  | 2e saut | Total  | Total |
| Athlète                    | Épreuve           | Distance | Points   | Distance | Points  | Points | Rang  |
| -------------------------- | ----------------- | -------- | -------- | -------- | ------- | ------ | ----- |
| Sara Takanashi (高梨 沙羅) | Individuel femmes | 76,5 m   | 134,4    | 76,5 m   | 134,9   | 269,3  | 1     |

Équipe avec combiné nordique
| Athlète                                | Épreuve                 | 1er tour | 2e tour | Total | Rang |
| -------------------------------------- | ----------------------- | -------- | ------- | ----- | ---- |
| Sara Takanashi Go Yamamoto Yukiya Satō | Compétition par équipes | 235,3    | 340,7   | 576,0 | 5    |

### Snowboard
Un manager.
Hommes
| Athlète                | Épreuve          | Qualification | Qualification | Qualification | Demi-finale | Demi-finale | Demi-finale | Finale   | Finale   | Finale |
| Athlète                | Épreuve          | Manche 1      | Manche 2      | Rang          | Manche 1    | Manche 2    | Rang        | Manche 1 | Manche 2 | Rang   |
| ---------------------- | ---------------- | ------------- | ------------- | ------------- | ----------- | ----------- | ----------- | -------- | -------- | ------ |
| Taku Hiraoka (平岡 卓) | Half-pipe hommes | 91,75         | 95,00         | 1 Q           |             |             |             | 55,75    | 84,25    | 3      |

Femmes
| Athlète             | Épreuve          | Qualification | Qualification | Qualification | Demi-finale | Demi-finale | Demi-finale | Finale   | Finale   | Finale |
| Athlète             | Épreuve          | Manche 1      | Manche 2      | Rang          | Manche 1    | Manche 2    | Rang        | Manche 1 | Manche 2 | Rang   |
| ------------------- | ---------------- | ------------- | ------------- | ------------- | ----------- | ----------- | ----------- | -------- | -------- | ------ |
| Hikaru Ōe (大江 光) | Half-pipe femmes | 82,00         | 78,00         | 2 Q           |             |             |             | 95,75    | 96,25    | 1      |

### Patinage de vitesse
Un manager.
Hommes
| Athlète                        | Épreuve              | Course 1 | Course 2 | Total         | Rang |
| ------------------------------ | -------------------- | -------- | -------- | ------------- | ---- |
| Toshihiro Kakui (角井 俊洋)    | 500 m hommes         | 38 s 88  | 38 s 94  | 77 s 82       | 3    |
| Toshihiro Kakui (角井 俊洋)    | 1 500 mètres hommes  |          |          | 2 min 05 s 02 | 12   |
| Toshihiro Kakui (角井 俊洋)    | Départ groupé hommes |          |          | 7 min 13 s 10 | 4    |
| Seitarō Ichinohe (一戸 誠太郎) | 1 500 mètres hommes  |          |          | 2 min 00 s 30 | 3    |
| Seitarō Ichinohe (一戸 誠太郎) | 3 000 mètres hommes  |          |          | 4 min 10 s 00 | 2    |
| Seitarō Ichinohe (一戸 誠太郎) | Départ groupé hommes |          |          | 7 min 11 s 45 | 2    |

Femmes
| Athlète                    | Épreuve              | Course 1 | Course 2 | Total         | Rang |
| -------------------------- | -------------------- | -------- | -------- | ------------- | ---- |
| Sumire Kikuchi (菊池 純礼) | 1 500 mètres femmes  |          |          | 2 min 11 s 33 | 3    |
| Sumire Kikuchi (菊池 純礼) | Départ groupé femmes |          |          | 6 min 01 s 24 | 3    |
| Rio Harada (原田 梨央)     | 1 500 mètres femmes  |          |          | 2 min 15 s 15 | 7    |
| Rio Harada (原田 梨央)     | 3 000 mètres femmes  |          |          | 4 min 41 s 85 | 2    |
| Rio Harada (原田 梨央)     | Départ groupé femmes |          |          | 6 min 03 s 56 | 6    |